# Christiane Sorell
Christiane Sorell, gebürtige Christiane Hruschka, (* 13. Jänner 1931 in Wien; † 30. Mai 2015 ebenda) war eine österreichische Opernsängerin (Sopran). Sie war ab 1955 Ensemblemitglied der Wiener Volksoper und wurde 1989 zum Ehrenmitglied der Volksoper ernannt.

## Leben
Christiane Sorell studierte neben dem Gymnasium zunächst Violine an der Wiener Musikakademie und gab Violinkonzerte in Österreich, Italien, Frankreich, der Schweiz und den USA. Parallel dazu widmete sie sich ihrem Gesangsstudium bei Ferdinand Grossmann. 1953 schloss sie beide Studien mit der Diplomprüfung ab.
Franz Salmhofer holte sie an die Wiener Volksoper, wo sie 1955 debütierte und zwanzig Jahre lang zum Ensemble gehörte. Dem Haus am Gürtel blieb sie darüber hinaus bis zu ihrer Pensionierung im August 1988 künstlerisch verbunden. 1989 wurde sie zum Ehrenmitglied der Volksoper ernannt, wo sie unter anderem 1963 als „Amalia“ in der österreichischen Erstaufführung von Verdis Die Räuber, 1969 als „Margarethe“ in der Wiener Erstaufführung von Fausts Verdammnis von Hector Berlioz und 1970 in der Rolle der „Marei“ in der Uraufführung von Dreikönig von Franz Salmhofer zu sehen war. Weitere Rollen waren die der „Gilda“ in Verdis Rigoletto, die „Pamina“ in der Zauberflöte, die „Agathe“ im Freischütz sowie die „Hansi Gruber“ in der Operette Frühjahrsparade von Robert Stolz und die „Königin“ in Schwanda, der Dudelsackpfeifer.
An der Wiener Staatsoper war sie 1957/58 als „Taumännchen“ in Hänsel und Gretel sowie in Aufführungen der Carmina Burana zu sehen. 1969 spielte sie im Haus am Ring die „Antonia“ in Hoffmanns Erzählungen. Ab 1964 war sie durch einen Gastspielvertrag mit der Deutschen Oper am Rhein Düsseldorf-Duisburg verbunden. Gastspiele führten sie nach Frankreich, Zürich, Bologna, Stuttgart, München und Frankfurt.
Christiane Sorell war mit dem Sänger Franz Ramharter verheiratet. Am 30. Mai 2015 starb sie 84-jährig in Wien und wurde auf dem Hietzinger Friedhof (Gruppe 31, Reihe 1, Nummer 1) beerdigt.

## Auszeichnungen

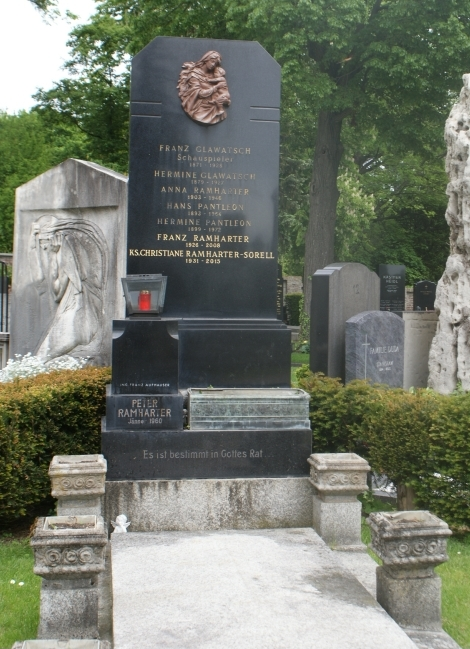
Grabstätte von Christiane Ramharter-Sorell

- 1966: Verleihung des Berufstitels Österreichische Kammersängerin[5]
- 1989: Ehrenmitglied der Wiener Volksoper[6]
- 2007: Österreichisches Ehrenkreuz für Wissenschaft und Kunst I. Klasse[7][8]
- Goldenes Verdienstzeichen des Landes Wien[3]
- Ehrenmedaille der Stadt Wien in Silber[3]